# 76e cérémonie des British Academy Film Awards
La 76e cérémonie des British Academy Film Awards, organisée par la British Academy of Film and Television Arts (BAFTA), a lieu le 19 février 2023 au Royal Albert Hall pour récompenser les films sortis en 2022.
Les nominations sont dévoilées le 19 janvier 2023. Le film À l'Ouest, rien de nouveau est le plus nommé, avec 14 nominations.

## Palmarès

### Meilleur film
Note : la catégorie du meilleur film récompense les producteurs.
- À l'Ouest, rien de nouveau (Im Westen nichts Neues) – Malte Grunert
  - Les Banshees d'Inisherin – Graham Broadbent, Pete Czernin et Martin McDonagh
  - Elvis – Gail Berman, Baz Luhrmann, Catherine Martin, Patrick McCormick et Schuyler Weiss
  - Everything Everywhere All at Once – Les Daniels
  - Tár – Todd Field, Scott Lambert et Alexandra Milchan

### Meilleur film britannique
Note : la catégorie du meilleur film britannique récompense les producteurs.
- Les Banshees d'Inisherin – Graham Broadbent, Pete Czernin et Martin McDonagh
  - Aftersun – Charlotte Wells
  - Brian and Charles – Jim Archer, Rupert Majendie, David Earl et Chris Hayward
  - Empire of Light – Sam Mendes et Pippa Harris
  - Mes rendez-vous avec Leo (Good Luck to You, Leo Grande) – Sophie Hyde, Debbie Gray, Adrian Politowski et Katy Brand
  - Vivre (Living) – Oliver Hermanus, Elizabeth Karlsen, Stephen Woolley et Kazuo Ishiguro
  - Matilda, la comédie musicale (Roald Dahl's Matilda the Musical) – Matthew Warchus, Tim Bevan, Eric Fellner, Jon Finn, Luke Kelly et Dennis Kelly
  - Coup de théâtre (See how they run) – Tom George, Gina Carter, Damian Jones et Mark Chappell
  - Les Nageuses (The Swimmers) – Sally El Hosaini et Jack Thorne
  - The Wonder – Sebastián Lelio, Ed Guiney, Juliette Howell, Andrew Lowe, Tessa Ross, Alice Birch et Emma Donoghue

### Meilleure réalisation
- Edward Berger pour À l'Ouest, rien de nouveau (Im Westen nichts Neues)
  - Park Chan-wook pour Decision to Leave
  - Les Daniels pour Everything Everywhere All at Once
  - Todd Field pour Tár
  - Gina Prince-Bythewood pour The Woman King
  - Martin McDonagh pour Les Banshees d'Inisherin

### Meilleur acteur
- Austin Butler pour le rôle de Elvis Presley dans Elvis
  - Colin Farrell pour le rôle de Pádraic Súilleabháin dans Les Banshees d'Inisherin
  - Brendan Fraser pour le rôle de Charlie dans The Whale
  - Daryl McCormack pour le rôle de Leo Grande dans Mes rendez-vous avec Leo ('Good Luck to You, Leo Grande)
  - Paul Mescal pour le rôle de Calum Paterson dans Aftersun
  - Bill Nighy pour le rôle de Williams dans Vivre (Living)

### Meilleure actrice
- Cate Blanchett pour le rôle de Lydia Tár dans Tár
  - Ana de Armas pour le rôle de Marilyn Monroe dans Blonde
  - Viola Davis pour le rôle de Nanisca dans The Woman King
  - Danielle Deadwyler pour le rôle de Mamie Till-Mobley dans Emmett Till (Till)
  - Emma Thompson pour le rôle de Nancy Stokes / Susan Robinson dans Mes rendez-vous avec Leo ('Good Luck to You, Leo Grande)
  - Michelle Yeoh pour le rôle d'Evelyn Wang dans Everything Everywhere All at Once

### Meilleur acteur dans un second rôle
- Barry Keoghan pour le rôle de Dominic Kearney dans Les Banshees d'Inisherin
  - Brendan Gleeson pour le rôle de Colm Doherty dans Les Banshees d'Inisherin
  - Ke Huy Quan pour le rôle de Waymond Wang dans Everything Everywhere All at Once
  - Eddie Redmayne pour le rôle de Charles Cullen dans Meurtres sans ordonnance (The Good Nurse)
  - Albrecht Schuch pour le rôle de Stanislaus « Kat » Katczinsky dans À l'Ouest, rien de nouveau (Im Westen nichts Neues)
  - Micheal Ward (en) pour le rôle de Stephen dans Empire of Light

### Meilleure actrice dans un second rôle
- Kerry Condon pour le rôle de Siobhán Súilleabháin dans Les Banshees d'Inisherin
  - Angela Bassett pour le rôle de Reine Ramonda dans Black Panther: Wakanda Forever
  - Hong Chau pour le rôle de Liz dans The Whale
  - Jamie Lee Curtis pour le rôle de Deirdre Beaubeirdra dans Everything Everywhere All at Once
  - Dolly de Leon pour le rôle de Abigail dans Sans filtre (Triangle of Sadness)
  - Carey Mulligan pour le rôle de Megan Twohey dans She Said

### Meilleur scénario adapté
- À l'Ouest, rien de nouveau (Im Westen nichts Neues) – Edward Berger, Lesley Paterson et Ian Stokell
  - Vivre (Living) – Kazuo Ishiguro
  - The Quiet Girl – Colm Bairéad
  - She Said – Rebecca Lenkiewicz
  - The Whale – Samuel D. Hunter

### Meilleur scénario original
- Les Banshees d'Inisherin – Martin McDonagh
  - Everything Everywhere All at Once – Les Daniels
  - The Fabelmans – Tony Kushner et Steven Spielberg
  - Tár – Todd Field
  - Sans filtre (Triangle of Sadness) – Ruben Östlund

### Meilleurs décors
- Babylon – Florencia Martin, Anthony Carlino
  - À l'Ouest, rien de nouveau (Im Westen nichts Neues) - Christian M. Goldbeck, Ernestine Hipper
  - Elvis – Catherine Martin, Karen Murphy, Beverley Dunn
  - The Batman – James Chinlund, Lee Sandales
  - Pinocchio – Curt Enderle, Guy Davis

### Meilleurs costumes
- Elvis – Catherine Martin
  - À l'Ouest, rien de nouveau (Im Westen nichts Neues) – Lisy Christl
  - Amsterdam – J.R. Hawbaker, Albert Wolsky
  - Babylon – Mary Zophres
  - Une robe pour Mrs. Harris (Mrs. Harris Goes to Paris) – Jenny Beavan

### Meilleurs maquillages et coiffures
- Elvis – Jason Baird, Mark Coulier, Louise Coulston, Shane Thomas
  - À l'Ouest, rien de nouveau (Im Westen nichts Neues) – Heike Merker
  - The Batman – Naomi Donne, Mike Marino, Zoe Tahir
  - Matilda, la comédie musicale (Roald Dahl's Matilda the Musical) – Naomi Donne, Barrie Gower, Sharon Martin
  - The Whale – Anne Marie Bradley, Judy Chin, Adrien Morot

### Meilleure photographie
- À l'Ouest, rien de nouveau (Im Westen nichts Neues) – James Friend
  - The Batman – Greig Fraser
  - Elvis – Mandy Walker
  - Empire of Light – Roger Deakins
  - Top Gun: Maverick – Claudio Miranda

### Meilleur montage
- Everything Everywhere All at Once – Paul Rogers
  - À l'Ouest, rien de nouveau – Sven Budelmann
  - Les Banshees d'Inisherin – Mikkel E. G. Nielsen
  - Elvis – Jonathan Redmond, Matt Villa
  - Top Gun: Maverick – Eddie Hamilton

### Meilleurs effets visuels
- Avatar : La Voie de l'eau (Avatar: The Way of Water) – Richard Baneham, Daniel Barrett, Joe Letteri, Eric Saindon
  - À l'Ouest, rien de nouveau – Markus Frank, Kamil Jafar, Viktor Müller, Frank Petzold
  - The Batman – Russell Earl, Dan Lemmon, Anders Langlands, Dominic Tuohy
  - Everything Everywhere All at Once - Benjamin Brewer, Ethan Feldbau, Jonathan Kombrinck, Zak Stoltz
  - Top Gun: Maverick – Seth Hill, Scott R. Fisher, Bryan Litson, Ryan Tudhope

### Meilleur son
- À l'Ouest, rien de nouveau – Lars Ginzsel, Frank Kruse, Viktor Prášil, Markus Stemler
  - Avatar : La Voie de l'eau (Avatar: The Way of Water) – Christopher Boyes, Michael Hedges, Julian Howarth, Gary Summers, Gwendolyn Yates Whittle
  - Elvis – Michael Keller, David Lee, Andy Nelson, Wayne Pashley
  - Tár – Deb Adair, Stephen Griffiths, Andy Shelley, Steve Single, Roland Winke
  - Top Gun: Maverick – Chris Burdon, James H. Mather, Al Nelson, Mark Taylor, Mark Weingarten

### Meilleure musique de film
- À l'Ouest, rien de nouveau – Volker Bertelmann
  - Babylon – Justin Hurwitz
  - Les Banshees d'Inisherin – Carter Burwell
  - Everything Everywhere All at Once – Son Lux
  - Pinocchio – Alexandre Desplat

### Meilleur film en langue étrangère
- À l'Ouest, rien de nouveau -  Allemagne (en allemand)
  - Argentina, 1985 -  Argentine (en espagnol)
  - Corsage -  Autriche (en allemand)
  - Decision to Leave -  Corée du Sud (en coréen)
  - The Quiet Girl -  Irlande (en irlandais)

### Meilleur film d'animation
- Pinocchio
  - Marcel le coquillage (avec ses chaussures) (Marcel the Shell with Shoes On)
  - Le Chat potté 2 : La Dernière Quête (Puss in Boots: The Last Wish)
  - Alerte rouge (Turning Red)

### Meilleur film documentaire
- Navalny
  - Tout ce que nous respirons (All That Breathes)
  - Toute la beauté et le sang versé (All the Beauty and the Bloodshed)
  - Fire of Love
  - Moonage Daydream

### Meilleur casting
- Elvis - Nikki Barrett et Denise Chamian
  - Aftersun - Lucy Pardee (en)
  - À l'Ouest, rien de nouveau (Im Westen nichts Neues) - Simone Bär
  - Everything Everywhere All at Once - Sarah Halley Finn (en)
  - Sans filtre (Triangle of Sadness) - Pauline Hansson

### Meilleur court métrage
- An Irish Goodbye
  - The Ballad Of Olive Morris
  - Bazigaga
  - Bus girl
  - A Drifting Up

### Meilleur court métrage d'animation
- L'enfant, la taupe, le renard et le cheval (The Boy, the Mole, the Fox, and the Horse)
  - Middle Watch
  - Your Mountain is Waiting

### Meilleur nouveau scénariste, réalisateur ou producteur britannique
- Charlotte Wells pour Aftersun
  - Georgia Oakley pour Blue Jean
  - Marie Lidén pour Electric Malady
  - Katy Brand pour Mes rendez-vous avec Leo ('Good Luck to You, Leo Grande)
  - Maia Kenworthy pour Rebellion

### EE Rising Star Award
- Emma Mackey
  - Naomi Ackie
  - Sheila Atim
  - Daryl McCormack
  - Aimee Lou Wood

## Statistiques

### Récompenses multiples
- 7 : À l'Ouest, rien de nouveau
- 4 : Elvis
- 4 : Les Banshees d'Inisherin

### Nominations multiples
- 14 : À l'Ouest, rien de nouveau
- 10 : Les Banshees d'Inisherin, Everything Everywhere All at Once
- 9 : Elvis
- 6 : Tár
- 4 : Aftersun, The Batman, Top Gun: Maverick, The Whale, Mes rendez-vous avec Leo